# ファントム・ランチ

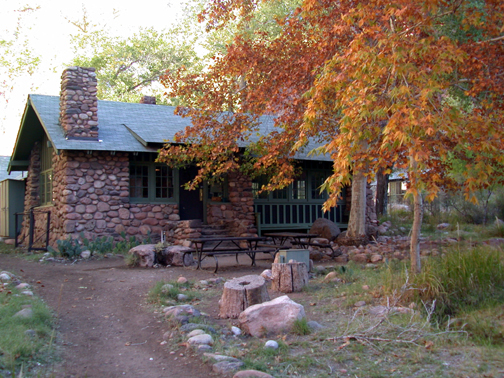
ファントム・ランチ食堂・売店

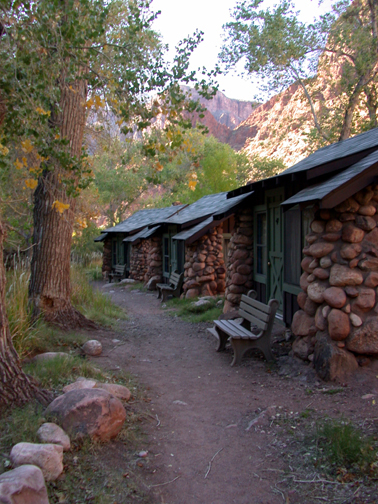
ファントム・ランチのコテージ群

ファントム・ランチ（英語: Phantom Ranch）は、アメリカ合衆国コロラド州ココニノ郡のグランド・キャニオン国立公園内にあるロッジ施設である。グランド・キャニオンの底、ブライト・エンジェル・クリークの東側にあり、この小川とコロラド川の合流点から北に約0.7キロメートル（0.5マイル強）のところにある。1922年にオープンしたファントム・ランチは、ナショナル・トラスト・フォー・ヒストリック・プリザベーション（National Trust for Historic Preservation）の公式プログラムであるヒストリック・ホテルズ・オブ・アメリカのメンバー（Historic Hotels of America）である。

## 概要
ファントム・ランチのある場所は、何千年もアメリカ先住民により使われていたが、プエブロ族が紀元1050年ごろ家をここに建てた記録がある。ヨーロッパ系アメリカ人による最初の記録された訪問は、1869年にジョン・ウェズリー・パウエルと彼の仲間がブライト・エンジェル・クリークとコロラド川の合流点のビーチでキャンプが行なった。ブライト・エンジェル・クリークにこの名前を付けたのはパウエルであり、その澄んだきらめく水と、彼と彼の部下が以前に通り過ぎてダーティデビル川と名付けたクリークの乱流で塩辛い泥水とを対比させたものであった。パウエルはその地域を簡単に探索し、プエブロの遺跡も発見した。
1919年にセオドア・ルーズベルトによりグランド・キャニオンはアメリカ合衆国国立公園システムに組み入れられて、1922年にフレッド・ハーヴィ・カンパニーによりファントム・ランチの恒久的な施設が作られて、その建築様式は国立公園田舎スタイル（Rustic Architecture）と呼ばれ、さらに世界恐慌の時代には市民保全部隊が施設の改善も行った。
21世紀になった現在、ファントム・ランチは非常に人気のある観光目的地であり、予約を取得するのが米国で最も難しい宿泊施設の1つと見なされている。すべての宿泊施設は、毎月のくじ引きによって15か月前に提供され、通常はすぐに売り切れます。

## 参照項目
- グランド・キャニオンの観光
- グランド・キャニオン国立公園
- ブライト・エンジェル・トレイル
- リバー・トレイル (River Trail)